# مينغريليا

منطقة سامغريلو الجورجية التاريخية.

مينغريليا, ميغريليا أو سامغريلو/ساماغرالو ((بالجورجية: სამეგრელო)‏ و تنطق Samegrelo؛ (بالمرغاليونية: სამარგალო) و تنطق Samargalo) هي منطقة تاريخية في الجزء الغربي من جورجيا المعروفة أيضا باسم أوديشي يقطنها المنغريليون و هم مجموعة عرقية من الجورجيين.